# 케트인

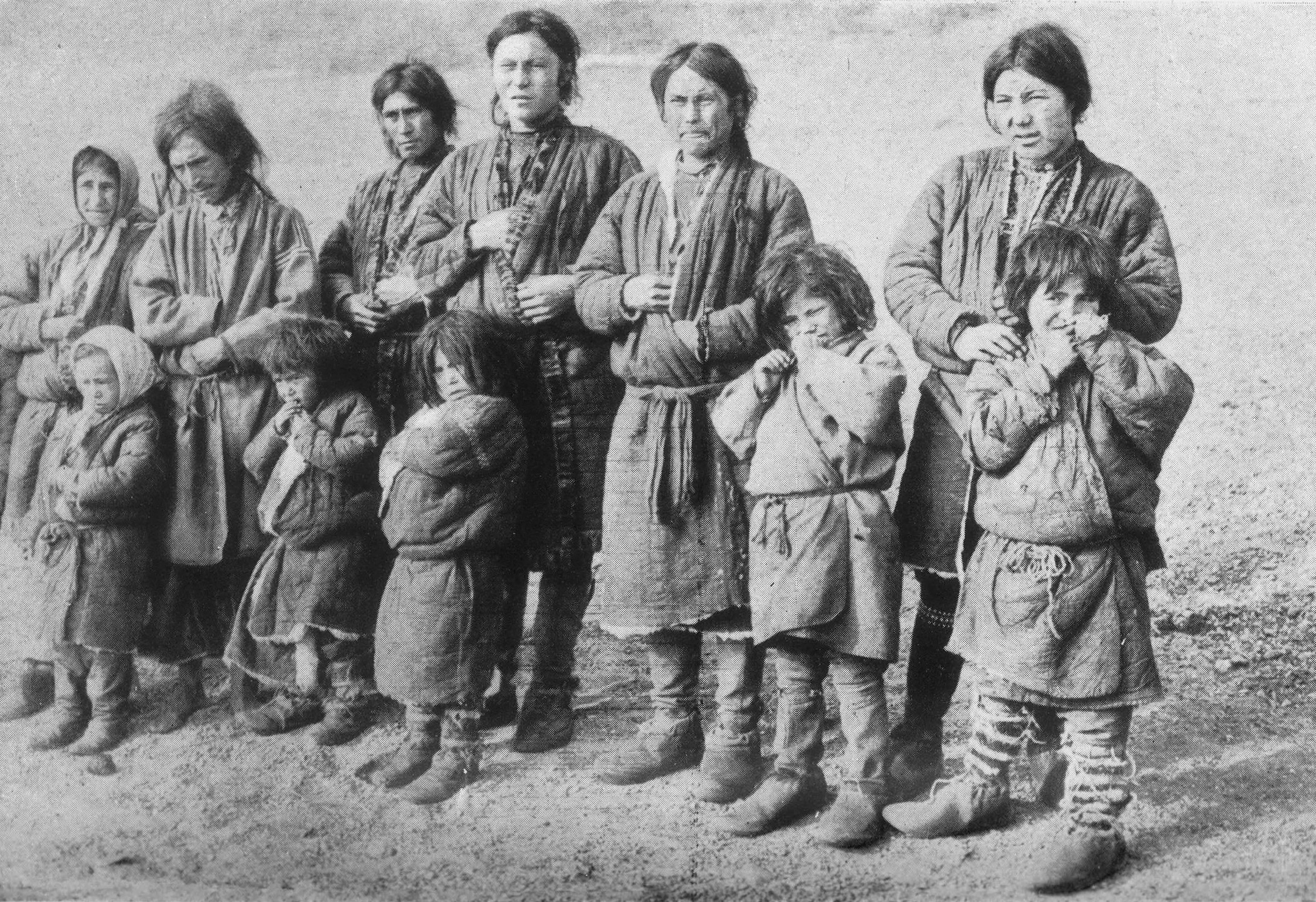
케트족의 어른들과 아이들 (1913년)

케트족 또는 케트인(Ket, 러시아어: Кеты, 케트어: кето, кет, денг)은 시베리아의 예니세이계 민족으로, 예니세이어족의 마지막 생존 언어인 케트어를 사용한다. '케트'(Ket)란 케트어에서 '사람'을 의미한다. 러시아 제국 시대에는 인근의 다른 시베리아 민족과 함께 묶여 오스탸크(Ostyaks)로 불리기도 했다.
케트족을 비롯한 예니세이계 민족의 정확한 기원은 여전히 수수께끼이며, 본래 알타이와 사얀 산맥 인근에 살다가 명확하지 않은 시기에 시베리아 중부의 예니세이 강 중·하류의 분지로 이주한 것으로 보인다. 이들이 사는 예니세이강 유역은 17세기부터 러시아의 영향력에 편입되었는데, 이후 동화나 강제이주로 영향력이 축소되어 결국 현대에 들어서는 케트족만이 남게 되었다. 2010년 조사 기준 러시아에 1,220명이 살고 있는 것으로 조사되었으며 대부분 크라스노야르스크 지방에 거주한다.

## 기원
이들은 중부 시베리아에 살던 최초의 유목민 집단의 말예로 추정되며, 사냥과 낚시에 능하였고 북부 지역에서는 순록 축산까지 행했다고 한다. 1960년까지 확인되던 유그족(Yugh)과 친연관계이나 이들은 현재 정체성이 희미해져 2010년 조사에서 단 1명 존재하는 것으로 조사된 것 이외에 확인되지 않는다.
유전학적으로 대부분 Y-DNA 하플로그룹 Q-M242에 속하는데, 이는 다른 시베리아 원주민이나 아메리카 원주민과 연관된다. 2016년의 한 연구에 의하면 이들은 시베리아 남부의 알타이 산맥이나 바이칼 호수 근처에서 유래했을 가능성이 높다. 알타이인의 일부는 예니세이족 출신이며 케트인과 높은 친연성이 찾아진다. 또한 같은 연구에 의하면 케트인은 아메리카의 고에스키모 집단과도 연관이 있는 것으로 보인다.

## 같이 보기
- 예니세이어족
- 케트어